# Jesús caminando sobre las aguas

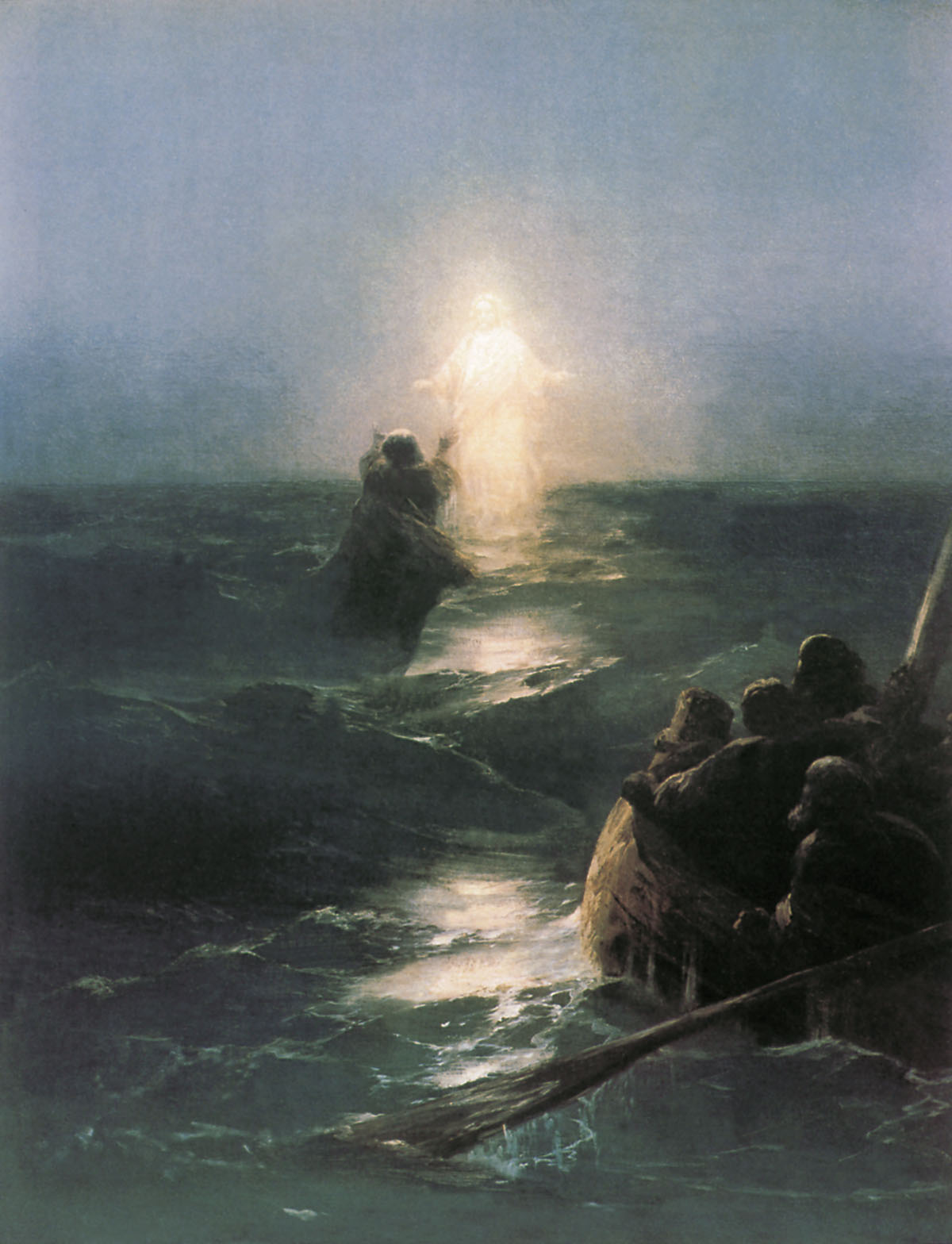
Andando sobre las aguas, por Ivan Aivazovsky (1888)

Jesús caminando sobre las aguas, o sobre el mar, se representa como uno de los milagros de Jesús relatados en el Nuevo Testamento. Hay relatos de este evento en tres Evangelios: El de  san Mateo,  san Marcos y san Juan, pero no está incluido en el Evangelio de Lucas. Esta historia, siguiendo el milagro de la multiplicación de los panes y los peces, cuenta cómo Jesús envió a los discípulos en un barco de regreso al "otro lado" del Mar de Galilea, en el lado occidental, mientras él se quedaba atrás, solo, para orar. Cayó la noche y el mar se levantó cuando el barco quedó atrapado en una tormenta de viento. Después de remar contra el viento durante la mayor parte de la noche, los discípulos vieron a Jesús caminando sobre el agua. Estaban asustados, pensando que estaban viendo un espíritu, pero cuando Jesús les dijo que no tuvieran miedo, se tranquilizaron. Después que Jesús entró en la barca, cesó el viento y llegaron a tierra.

## Contexto histórico y geográfico

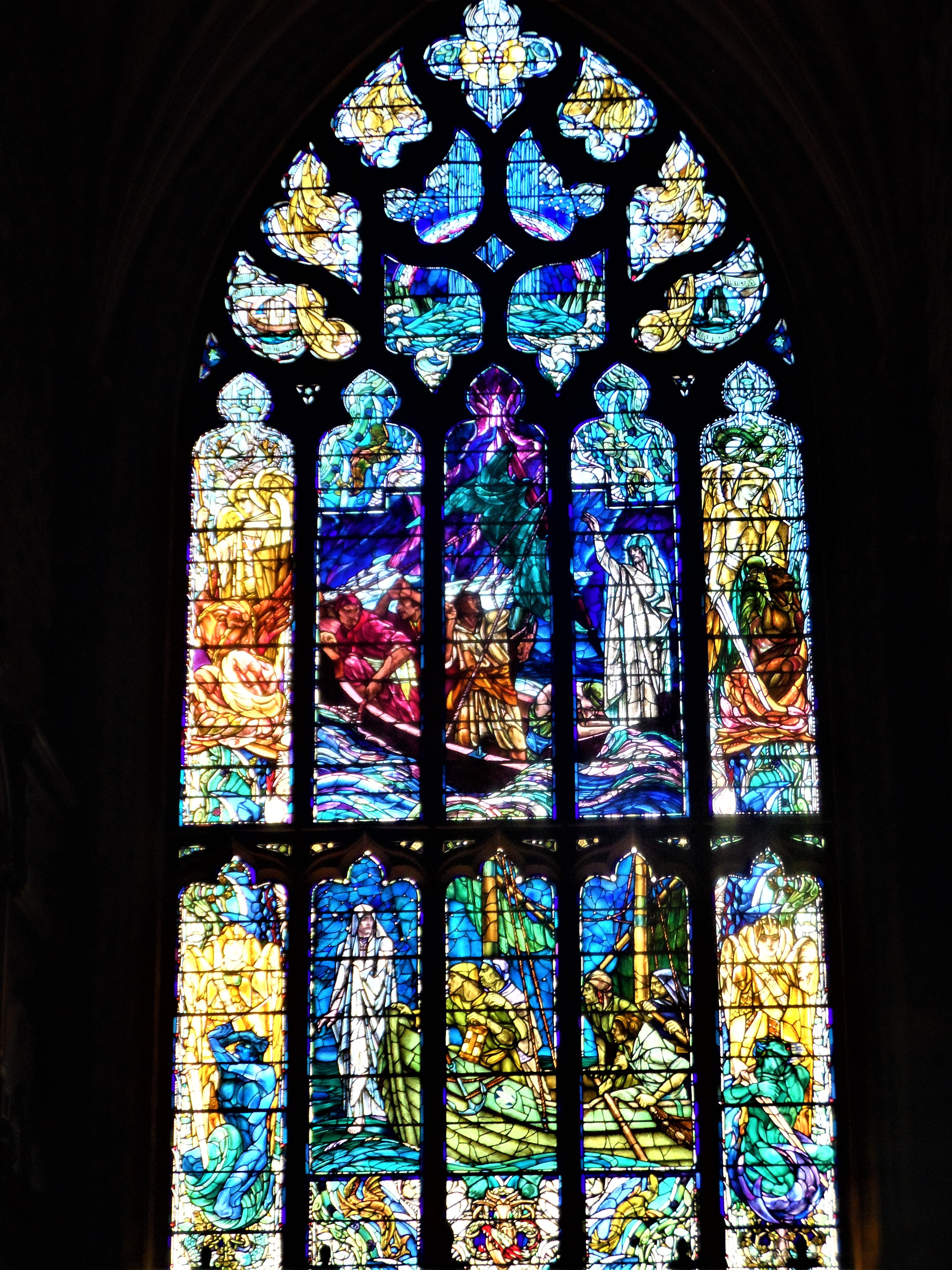
Jesús caminando sobre el agua en vidrieras, Catedral de Edimburgo

La historia de Jesús caminando sobre el agua se relata en los evangelios de Mateo, Marcos y Juan; no aparece en el Evangelio de Lucas. Este episodio se narra hacia el final del Ministerio de Jesús en Galilea, antes de los puntos de inflexión clave a mitad de los relatos evangélicos en los que Pedro proclamó a Jesús como Cristo y vio la Transfiguración. En los tres evangelios sigue a la alimentación de los cinco mil, en la que Jesús se había retirado en barco a un lugar desértico "perteneciente a" Betsaida tras enterarse de la muerte de Juan el Bautista, pero fue seguido por la multitud que viajaba a pie.
Al final de la tarde, los discípulos subieron a un barco para cruzar al otro lado del Mar de Galilea, sin Jesús, que subió al monte a orar solo. Sólo Juan especifica que se dirigían "hacia Cafarnaúm". Durante el viaje por el mar, los discípulos estaban angustiados por el viento y las olas, pero vieron a Jesús caminando hacia ellos sobre el mar. El Evangelio de Juan especifica que estaban a cinco o seis kilómetros de su punto de partida. Los discípulos se asustaron al ver a Jesús, pero éste les dijo que no tuvieran miedo.
El relato de Mateo añade que Pedro le pidió a Jesús, si eres tú, que le dijera, o le ordenara, que se acercara a Jesús sobre el agua (las aguas). Después de que Pedro bajara del barco y caminara sobre el agua, tuvo miedo de la tormenta y empezó a hundirse. Pidió ayuda a Jesús. Jesús lo cogió, y comentando su falta de fe lo llevó de vuelta al barco, con lo que la tormenta se detuvo. Mateo también señala que los discípulos llamaron a Jesús Hijo de Dios. El hecho de que el relato de Juan también carezca de este detalle sugiere que este relato de la "aventura de San Pedro" es una redacción a la añadida por Mateo.
En los tres relatos, después de que Jesús subió al barco, el viento cesó y llegaron a la orilla. Sólo en el relato de Juan el barco llega inmediatamente a la orilla. Los relatos de Mateo y Marcos terminan en este punto, pero Juan menciona que al día siguiente algunas personas del otro lado del mar que buscaban a Jesús, notaron que los discípulos se fueron sin él, pero no supieron a dónde fue. Cuando llegaron a Cafarnaúm y le preguntaron a Jesús cómo había llegado hasta allí, en lugar de responder a la pregunta, dijo a la multitud que le seguían, no porque hubieran visto señales, sino por los panes gratis que habían comido el día anterior, y les aconsejó que no buscaran ganancias terrenales, sino que aspiraran a una vida basada en valores espirituales más elevados.

## Textos bíblicos
- Según  san Mateo (14, 22-33):

 Y enseguida Jesús mandó a los discípulos que subieran a la barca y que se adelantaran a la otra orilla, mientras él despedía a la gente. Y, después de despedirla, subió al monte a orar a solas. Cuando se hizo de noche seguía él solo allí. Mientras tanto, la barca ya se había alejado de tierra muchos estadios, sacudida por las olas, porque el viento le era contrario. En la cuarta vigilia de la noche vino hacia ellos caminando sobre el mar. Cuando le vieron los discípulos andando sobre el mar, se asustaron y dijeron: —¡Es un fantasma! —y llenos de miedo empezaron a gritar. Pero al instante Jesús les habló: —Tened confianza, soy yo, no temáis. Entonces Pedro le respondió: —Señor, si eres tú, manda que yo vaya a ti sobre las aguas. —Ven — le dijo él. Y Pedro se bajó de la barca y comenzó a andar sobre las aguas en dirección a Jesús. Pero al ver que el viento era muy fuerte se atemorizó y, al empezar a hundirse, se puso a gritar: —¡Señor, sálvame! Al instante Jesús alargó la mano, lo sujetó y le dijo: —Hombre de poca fe, ¿por qué has dudado? Y cuando subieron a la barca se calmó el viento. Los que estaban en la barca le adoraron diciendo: —Verdaderamente eres Hijo de Dios.

- Según  san Marcos (6, 45-52):

Y enseguida mandó a sus discípulos que subieran a la barca y que se adelantaran a la otra orilla junto a Betsaida, mientras él despedía a la multitud. Y después de despedirlos, se retiró al monte a orar. Cuando se hizo de noche, la barca estaba en medio del mar, y él solo en tierra. Y viéndoles remar con gran fatiga, porque el viento les era contrario, hacia la cuarta vigilia de la noche vino a ellos andando sobre el mar, e hizo ademán de pasar de largo. Ellos, cuando lo vieron andando sobre el mar, pensaron que era un fantasma y empezaron a gritar. Pues todos le habían visto y se habían asustado. Pero al instante él habló con ellos, y les dijo: —Tened confianza, soy yo, no tengáis miedo. Y subió con ellos a la barca y se calmó el viento. Entonces se quedaron mucho más asombrados; porque no habían entendido lo de los panes, ya que su corazón estaba endurecido.

- Según  san Juan (6, 16-52):

Cuando estaba atardeciendo, bajaron sus discípulos al mar, embarcaron y pusieron rumbo a la otra orilla, hacia Cafarnaún. Ya había oscurecido y Jesús aún no se había reunido con ellos. El mar estaba agitado a causa del fuerte viento que soplaba. Después de remar unos veinticinco o treinta estadios, vieron a Jesús que andaba sobre el mar y se acercaba hacia la barca, y les entró miedo. Pero él les dijo: —Soy yo, no temáis. Entonces ellos quisieron que subiera a la barca; y al instante la barca llegó a tierra, al lugar adonde iban.

## Interpretación de la Iglesia católica
Las tempestades en el lago de Genesaret son frecuentes: las aguas se arremolinan con grave peligro para las embarcaciones. El episodio de Jesús andando sobre el mar (vv. 25-27) lo relatan también Mc 6,48-50 y Jn 6,19-21. En cambio, San Mateo es el único que narra el caminar de San Pedro sobre las aguas (vv. 28-31). También es el único que recoge la solemne promesa de Jesús a Pedro (16,17-19) y el episodio del impuesto del Templo (17,24-27). Se refleja así la importancia que Jesús quiso dar a Pedro en la Iglesia. En este caso, el episodio muestra la grandeza y la debilidad del Apóstol, su fe y sus dificultades para creer: «Así también dice Pedro: Mándame ir a ti sobre las aguas. (…) Y Él dijo: ¡Ven! Se bajó y pudo caminar sobre las aguas (…). Eso es lo que podía Pedro en el Señor. ¿Y qué podía en sí mismo? Sintiendo un fuerte viento, temió y comenzó a hundirse y exclamó: ¡Señor, perezco, líbrame! Presumió del Señor y pudo por el Señor, pero titubeó como hombre, y entonces se volvió hacia el Señor». El episodio ilumina la vida cristiana. También la Iglesia, como la barca de los Apóstoles, se ve combatida. Jesús, que vela por ella, acude a salvarla, no sin antes haberla dejado luchar para fortalecer el temple de sus hijos. En las pruebas de fe y de fidelidad, en el combate del cristiano por mantenerse firme cuando las fuerzas flaquean, el Señor nos anima (v. 27), nos estimula a pedir (v. 30), y nos tiende la mano (v. 31). Entonces, como ahora, brota la confesión de la fe que proclama el cristiano: «Verdaderamente eres Hijo de Dios» (v. 33): «El Señor levanta y sustenta esta esperanza que vacila. Como hizo en la persona de Pedro cuando estaba a punto de hundirse, al volver a consolidar sus pies sobre las aguas. Por tanto, si también a nosotros nos da la mano aquel que es la Palabra, si, viéndonos vacilar en el abismo de nuestras especulaciones, nos otorga la estabilidad iluminando un poco nuestra inteligencia, entonces ya no temeremos, si caminamos agarrados de su mano».
Las acciones de Jesús manifiestan su ser y su poder. Ésta es la explicación verdadera de los milagros que realiza y lo que los Apóstoles van descubriendo: «Jesús prefería proclamarse y manifestarse como Cristo con sus actos, más que con sus palabras». La noche, según la costumbre romana, comenzaba con la puesta de sol y se dividía en cuatro partes o vigilias, de tres horas cada una: atardecer, media noche, canto del gallo y aurora. El Señor, por tanto, se dirigió a los discípulos hacia el amanecer. Con este suceso enseña que, en medio de las situaciones más apuradas e inexplicables de la vida, Él está cerca de nosotros para sacarnos adelante, no sin antes habernos dejado luchar para que se fortalezca nuestra esperanza y se forje nuestro temple (cfr nota a Mt 14,22-33): «Permitió el Señor que peligrasen sus discípulos para que se hiciesen sufridos, y no los asistió en seguida, sino que los dejó en el peligro toda la noche, a fin de enseñarles a esperar con paciencia y que no se acostumbrasen a recibir inmediatamente el socorro en las tribulaciones». El evangelio, una vez más, hace notar que los discípulos —y nosotros— no entendemos a veces las maravillas sobrenaturales por tener aun el corazón y la inteligencia endurecidos (v. 52). El Señor multip| licará sus enseñanzas y milagros para iluminar nuestras inteligencias, y enviará al Espíritu Santo, para que acabe de enseñarnos a recordar la doctrina de Jesús (cfr Jn 14,26): «Oh alma fiel, cuando tu fe se vea rodeada de incertidumbre y tu débil razón no comprenda los misterios demasiado elevados, di sin miedo, no por deseo de oponerte, sino por anhelo de profundizar: ¿Cómo será eso? (…) Poco a poco, se irán esclareciendo ante tus ojos todos aquellos misterios que la Sabiduría reveló a sus discípulos cuando convivía con ellos en el mundo, pero que ellos no pudieron comprender antes de la venida del Espíritu de verdad, que debía llevarlos hasta la verdad plena»).
Este milagro, narrado también por Mateo y Marcos, refleja el poder de Jesús, que sorprende a la fe todavía débil de los discípulos. Jesús viene de nuevo a su encuentro y se les manifiesta superior a Moisés, ante quien, para que los israelitas atravesaran el mar, Dios separó las aguas (cfr Ex 14,15-31). Las palabras «Soy yo» (o «Yo soy») (v. 20) evocan aquellas con las que Dios reveló su nombre a Moisés (cfr 8,28; Ex 3,14). Tras el milagro y el discurso del Pan de Vida, la fe de los discípulos quedará robustecida. Al meditar este episodio, la tradición cristiana ha visto en la barca una figura de la Iglesia, que tendrá que soportar muchas dificultades y a la que el Señor ha prometido su asistencia a lo largo de los siglos (cfr Mt 28,20); por eso la Iglesia permanecerá firme y segura para siempre.  Santo Tomás de Aquino comenta: Aquel viento es figura de las tentaciones y de la persecución que padecerá la Iglesia por falta de amor. Porque, como dice San Agustín, cuando se enfría el amor, aumentan las olas y la nave zozobra. Sin embargo el viento, la tempestad, las olas y las tinieblas no conseguirán que la nave se aparte de su rumbo y quede destrozada»